# Ottokar von Feilitzsch

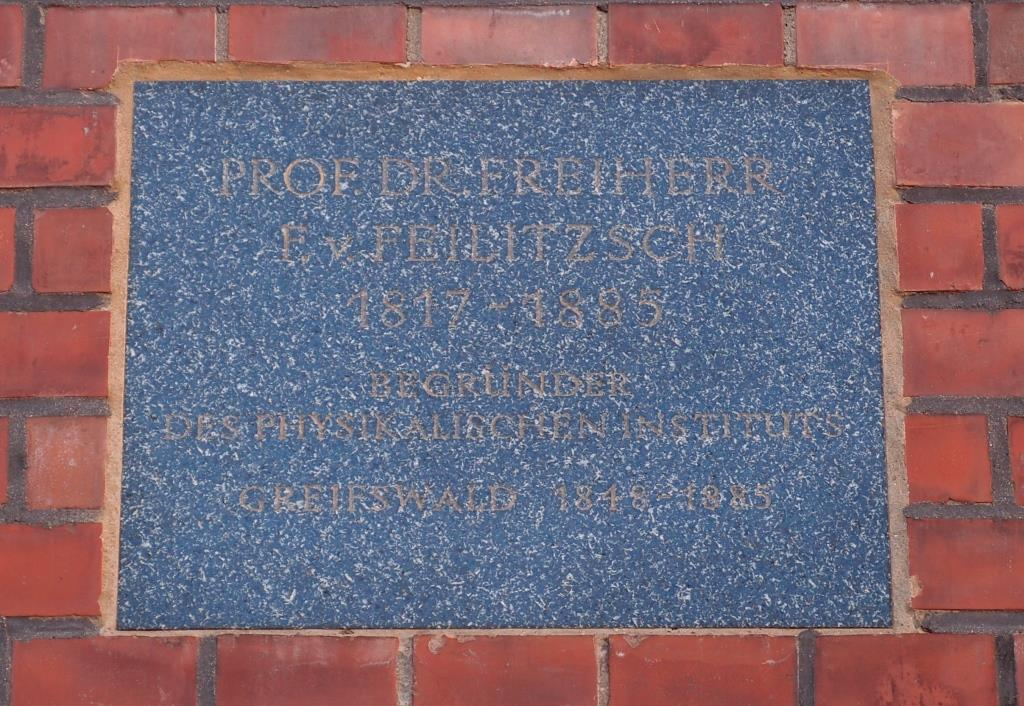
Plakette für Ottokar von Feilitzsch an der Universität Greifswald

Ottokar Freiherr von Feilitzsch (* 15. Juli 1817 in Langensalza; † 11. Juni 1885 in Bayreuth) war ein deutscher Physiker.

## Leben
Ottokar von Feilitzsch entstammte dem alten Adelsgeschlecht Feilitzsch, das im Vogtland und in Oberfranken ansässig war. Er studierte an der Universität Leipzig und der Rheinischen Friedrich-Wilhelms-Universität. 1841 wurde er Angehöriger des Corps Palatia Bonn. Er wurde im selben Jahr in Bonn zum Dr. phil. promoviert. 1844 habilitierte er sich. Nach vier Jahren als Privatdozent in Bonn ging er 1848 als a.o. Professor an die Königliche Universität zu Greifswald. 1854 kam er auf den Lehrstuhl  für Physik. 1857 war er Gründer und erster Direktor des Physikalischen Instituts in Greifswald. Er baute  eine physikalische Sammlung auf. 1859 war er Rektor der Universität. Feilitzsch arbeitete über  Magnetismus und Elektrizität. Mit seinem Assistenten Wilhelm Holtz baute er einen großen Magneten von 1 Tesla Feldstärke. 1845 wurde er auswärtiges Mitglied der Physikalischen Gesellschaft zu Berlin.